# Гута (Белхатовський повіт)
Гута (пол. Huta) — село в Польщі, у гміні Белхатув Белхатовського повіту Лодзинського воєводства.
Населення — 168 осіб (2011).
У 1975—1998 роках село належало до Пйотрковського воєводства.

## Демографія
Демографічна структура станом на 31 березня 2011 року:
|          | Загалом | Допрацездатний вік | Працездатний вік | Постпрацездатний вік |
| -------- | ------- | ------------------ | ---------------- | -------------------- |
| Чоловіки | 80      | 17                 | 53               | 10                   |
| Жінки    | 88      | 11                 | 50               | 27                   |
| Разом    | 168     | 28                 | 103              | 37                   |